# Josia patula
Josia patula är en fjärilsart som beskrevs av Walker 1864. Josia patula ingår i släktet Josia och familjen tandspinnare. Inga underarter finns listade i Catalogue of Life.